# Cibo per animali domestici

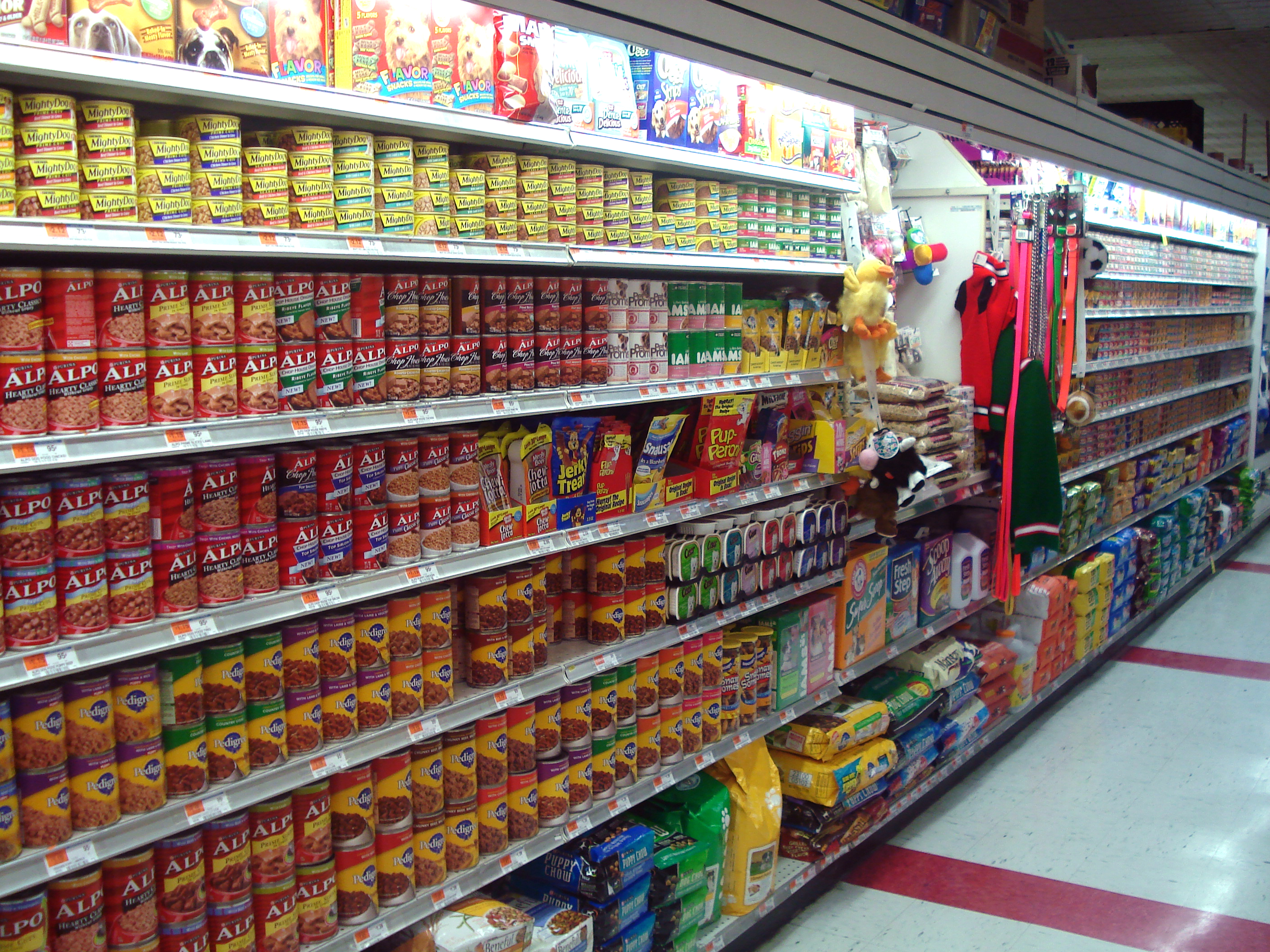
Cibo per animali domestici in un supermercato di Brooklyn.

Il cibo per animali domestici è materiale di origine vegetale o animale destinato al consumo da parte di animali domestici.
Viene tipicamente venduto nei pet shop o nei supermercati ed è solitamente specificato per un determinato tipo di animale, come cibo per cani o quello per gatti. Molta carne usata per il cibo per animali domestici è un sottoprodotto dell'industria alimentare umana e non è indirizzata al consumo da parte di esseri umani.
Cinque compagnie - Procter & Gamble, Nestlé, Unilever, Mars e Colgate-Palmolive - controllano l'80% del mercato mondiale di cibo per animali, il quale nel 2007 ammonta a 45.12 miliardi di US$ solo per cani e gatti.

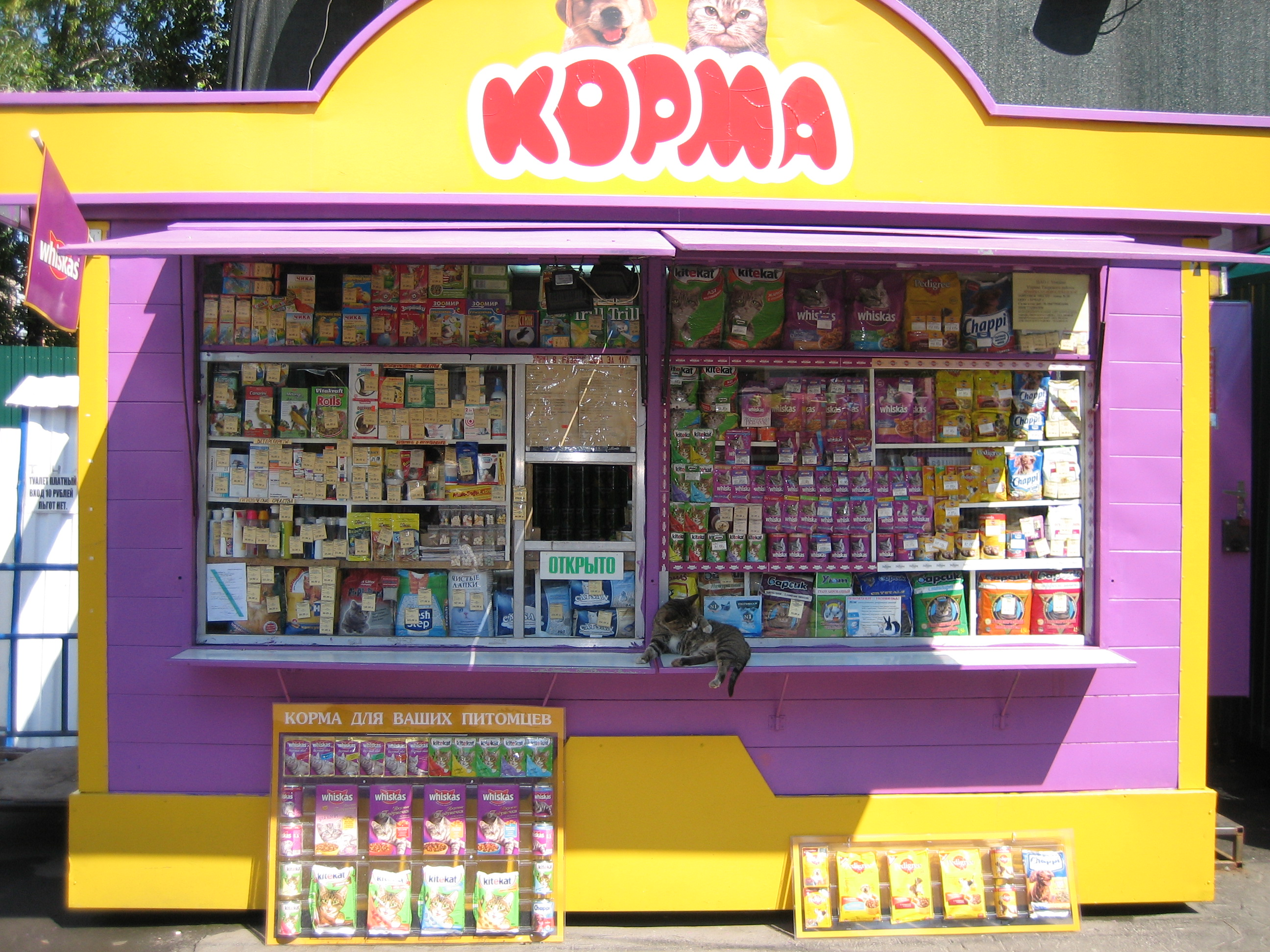
Vendita di cibo per gatti a Mosca